# Duke of Somerset

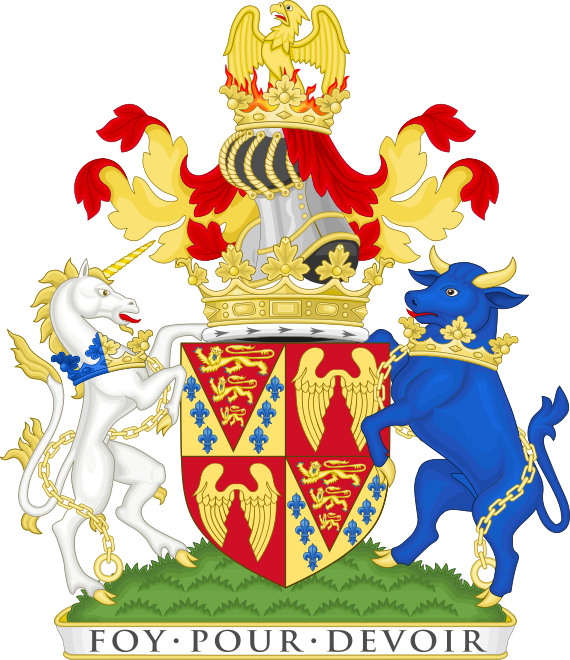
Wappen der Dukes of Somerset (fünfter Verleihung)

Duke of Somerset ist ein erblicher britischer Adelstitel, der fünfmal in der Peerage of England verliehen wurde.

## Verleihungen

### Erste und zweite Verleihung
Erstmals wurde der Titel am 28. August 1443 für John Beaufort, 3. Earl of Somerset geschaffen, zusammen mit dem nachgeordneten Titel Earl of Kendal. Er stammte aus der Adelsfamilie Beaufort und hatte 1418 von seinem Bruder Henry Beaufort, 2. Earl of Somerset den Titel Earl of Somerset geerbt, der 1397 seinem Vater John Beaufort, 1. Earl of Somerset verliehen worden war. Da er keine legitimen männlichen Nachkommen hatte, erloschen der Duketitel und der Titel Earl of Kendal bei seinem Tod am 27. Mai 1444; der Titel Earl of Somerset fiel an seinen nachstjüngeren Bruder Edmund als 4. Earl. Diesem waren bereits am 28. August 1441 der Titel Earl of Dorset und am 24. Juni 1442 der Titel Marquess of Dorset verliehen worden.
Am 31. März 1448 wurde für ebendiesen in zweiter Verleihung der Duketitel neu geschaffen. Seinem Sohn Henry, dem 2. Duke, wurden während der Rosenkriege, wegen seines Kampfes auf Seiten des Hauses Lancaster, seine Titel am 4. November 1461 durch Parlamentsbeschluss (Bill of Attainder) aberkannt und all seine Ländereien eingezogen. Dessen Bruder Edmund wurde von den Anhängern des Hauses Lancaster weiterhin als 3. Duke angesehen, wurde jedoch in der Schlacht von Tewkesbury am 4. Mai 1471 von den Anhängern des Hauses York gefangen genommen und zwei Tage später hingerichtet. Da er keine männlichen Erben hinterließ, erloschen die Titel damit endgültig.

### Dritte und vierte Verleihung
Am 24. Februar 1499 nominierte König Heinrich VII. seinen kleinen Sohn Edmund anlässlich seiner Taufe zum Duke of Somerset. Da das Kind innerhalb weniger Monate am 19. Juni 1500 starb, wurde es wahrscheinlich niemals formell zum Duke erhoben.
Am 18. Juni 1525 verlieh König Heinrichs VIII. seinem illegitimen Sohn Henry Fitzroy die Titel Duke of Richmond, Duke of Sommerset und Earl of Nottingham. Er starb am 22. Juli 1536 kinderlos und seine Titel erloschen.

### Fünfte Verleihung

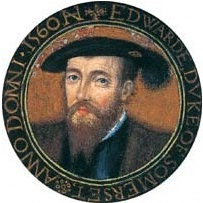
Edward Seymour, 1. Duke of Somerset

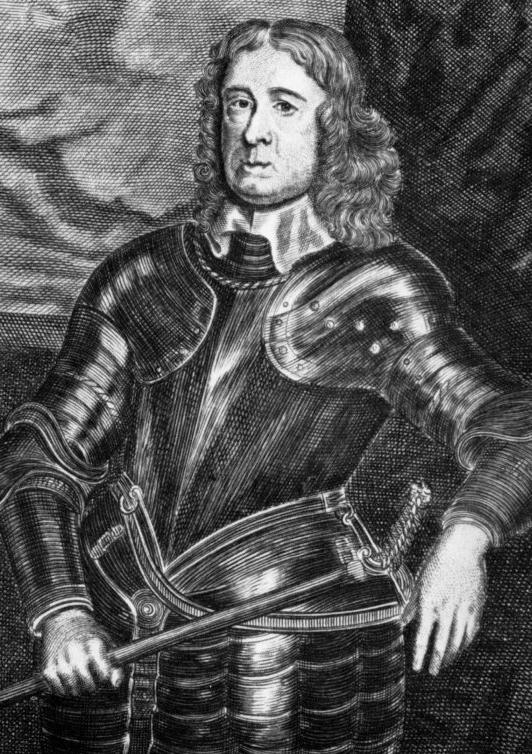
William Seymour, 2. Duke von Somerset

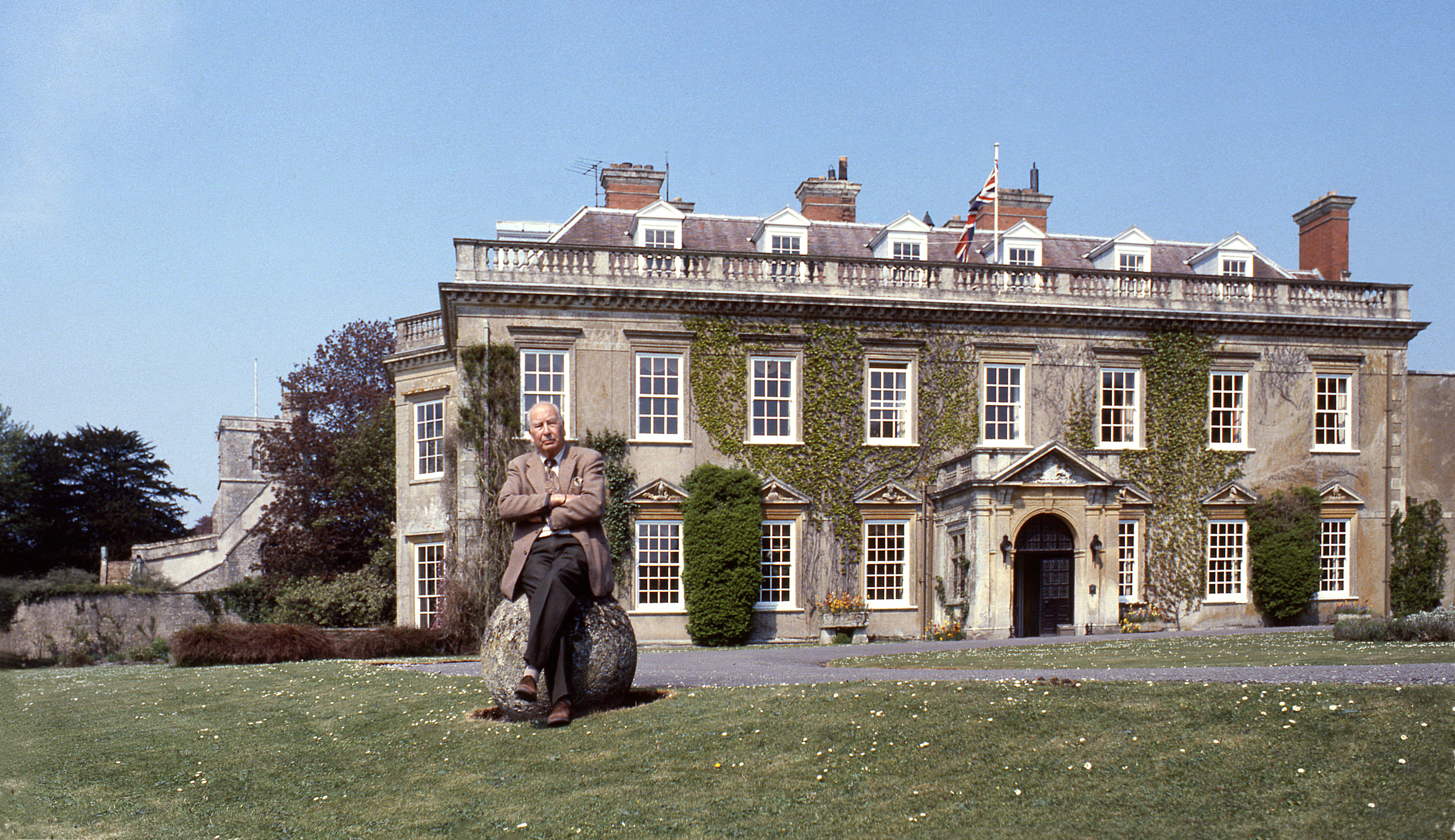
Percy Seymour, 18. Duke of Somerset, vor Bradley House

In fünfter und bislang letzter Verleihung wurde der Titel am 16. Februar 1547 Edward Seymour verliehen, zusammen mit dem nachgeordneten Titel Baron Seymour. Er gehörte der Adelsfamilie Seymour an, war der Bruder der Jane Seymour, der dritten Ehefrau König Heinrichs VIII., und war 1547 bis 1549 Lord Protector of England. Bereits am 5. Juni 1536 war er zum Viscount Beauchamp of Hache und am 18. Oktober 1537 zum Earl of Hertford erhoben worden. 1552 wurde er wegen Hochverrats hingerichtet und ihm seine Titel aberkannt. Erst sein Urenkel William Seymour erwirkte am 13. September 1660 im Rahmen der Restauration Karls II. die Wiederherstellung der Titels für sich als 2. Duke. Er hatte 1621 von seinem Großvater Edward Seymour die 1559 diesem verliehenen Titel Earl of Hertford und Baron Beauchamp of Hache geerbt und war 1641 zum Marquess of Hertford erhoben worden.
Der Marquesstitel erlosch beim Tod seines jüngeren Sohnes, des 4. Dukes, am 29. April 1675. Seine übrigen Titel fielen an dessen Neffen zweiten Grades, als 5. Duke. Dieser hatte 1618 von seinem Vater den Titel 3. Baron Seymour of Trowbridge geerbt, der am 19. Februar 1641 dessen Großvater verliehen worden war. Sein Neffe Algernon Seymour, der 1748 7. Duke wurde, war 1722 bereits zum Baron Percy erhoben worden und wurde 1749 zudem zum Earl of Egremont und Baron Cockermouth, sowie Earl of Northumberland und Baron Warkworth erhoben worden. Als er am 7. Februar 1750 ohne männliche Nachkommen starb, fielen der Duketitel und die Baronie Seymour an seinen entfernten Verwandten Sir Edward Seymour, 6. Baronet als 8. Duke. Er war ein Ur-ur-urenkel des Sir Edward Seymour, 1. Baronet († 1613), seinerseits Enkel des 1. Dukes, dem am 29. Juni 1611 der Titel Baronet, of Berry Pomeroy in the County of Devon, verliehen worden war. Die Titel Earl of Hertford, Viscount Beauchamp of Hache und Baron Seymour of Trowbridge erloschen, die übrigen Titel fielen gemäß besonderer Erbregelungen an andere Verwandtschaftslinien.
Der 11. Duke, Edward Seymour war ein bekannter Mathematiker. Er änderte seinen Familiennamen in St. Maur, was die ursprüngliche Schreibweise des Namens gewesen sein soll, aber die Schreibweise Seymour wurde trotzdem noch häufig verwendet. Seinem Sohn, dem 12. Duke, wurde am 19. Juni 1863 in der Peerage of the United Kingdom der Titel Earl St. Maur, of Berry Pomeroy in the County of Devon, verliehen. Sein älterer Sohn und Heir apparent, Ferdinand St. Maur, Earl St. Maur, erbte noch zu seinen Lebzeiten am 19. Juli 1863 durch Writ of Acceleration vorzeitig den nachgeordneten Titel seines Vaters als 13. Baron Seymour, starb aber ohne legitime Nachkommen, wodurch die Baronie an den Vater zurückfiel. Da auch der jüngere Sohn des 12. Duke vor diesem starb und kinderlos blieb, erlosch das Earldom beim Tod des 12. Duke am 28. November 1885. Das Dukedom und die Baronie erbten seine jüngeren Brüder als 13. und 14. Duke. Als der Sohn des letzteren, der 15. Duke 1923 kinderlos starb, gingen die Titel auf seinen entfernten Verwandten Edward Seymour als 16. Duke über. Dieser war der Ur-urenkel des jüngsten Sohnes des 8. Dukes. Heutiger Titelinhaber ist seit 1984 sein Urenkel John Seymour, 19. Duke of Somerset.
Die einzigen nachgeordneten Titel des Dukes of Somerset sind somit seit 1885 der Baron Seymour, der als Höflichkeitstitel für den ältesten Sohn und Erben des Dukes verwendet wird, sowie der Baronet, of Berry Pomeroy. Damit sind die Dukes of Somerset die Dukes mit dem rangniedrigsten nachgeordneten Titel, vor den Dukes of Manchester, deren Subsidiärtitel der eines Viscounts ist, während alle anderen Dukes nachgeordnete Titel eines Marquess oder Earls innehaben.
Familiensitz der Dukes ist Bradley House in Maiden Bradley, Wiltshire. Ein weiterer Sitz der Dukes ist Berry Pomeroy Castle in Devon.

## Liste der Dukes of Somerset

### Dukes of Somerset, erste Verleihung (1443)
- John Beaufort, 1. Duke of Somerset (1404–1444)

### Dukes of Somerset, zweite Verleihung (1448)
- Edmund Beaufort, 1. Duke of Somerset (um 1405–1455)
- Henry Beaufort, 2. Duke of Somerset (1436–1464)
  - Edmund Beaufort, 3. Duke of Somerset (um 1439–1471)

### Dukes of Somerset, dritte Verleihung (1499)
- Edmund Tudor, 1. Duke of Somerset (1499–1500)

### Dukes of Somerset, vierte Verleihung (1525)
- Henry Fitzroy, 1. Duke of Richmond and Somerset (1519–1536)

### Dukes of Somerset, fünfte Verleihung (1547)
- Edward Seymour, 1. Duke of Somerset (um 1500–1552) (Titel verwirkt 1552)
- William Seymour, 2. Duke of Somerset (1588–1660) (Titel wiederhergestellt 1660)
- William Seymour, 3. Duke of Somerset (1654–1671)
- John Seymour, 4. Duke of Somerset (vor 1646–1675)
- Francis Seymour, 5. Duke of Somerset (1658–1678)
- Charles Seymour, 6. Duke of Somerset (1662–1748)
- Algernon Seymour, 7. Duke of Somerset (1684–1750)
- Edward Seymour, 8. Duke of Somerset (1701–1757)
- Edward Seymour, 9. Duke of Somerset (1717–1792)
- Webb Seymour, 10. Duke of Somerset (1718–1793)
- Edward St. Maur, 11. Duke of Somerset (1775–1855)
- Edward St. Maur, 12. Duke of Somerset (1804–1885)
- Archibald St. Maur, 13. Duke of Somerset (1810–1891)
- Algernon St. Maur, 14. Duke of Somerset (1813–1894)
- Algernon St. Maur, 15. Duke of Somerset (1846–1923)
- Edward Seymour, 16. Duke of Somerset (1860–1931)
- Evelyn Seymour, 17. Duke of Somerset (1882–1954)
- Percy Seymour, 18. Duke of Somerset (1910–1984)
- John Seymour, 19. Duke of Somerset (* 1952)

Titelerbe (Heir apparent) ist der Sohn des aktuellen Titelinhabers, Sebastian Seymour, Lord Seymour (* 1982).